# Isla Partida (ö i Mexiko, Baja California)
Isla Partida är en ö i Mexiko.   Den ligger i delstaten Baja California, i den nordvästra delen av landet, 1 800 km nordväst om huvudstaden Mexico City.